# Rosaria Renna
Rosaria Renna (Monopoli, 18 aprile 1969) è una conduttrice radiofonica e conduttrice televisiva italiana.

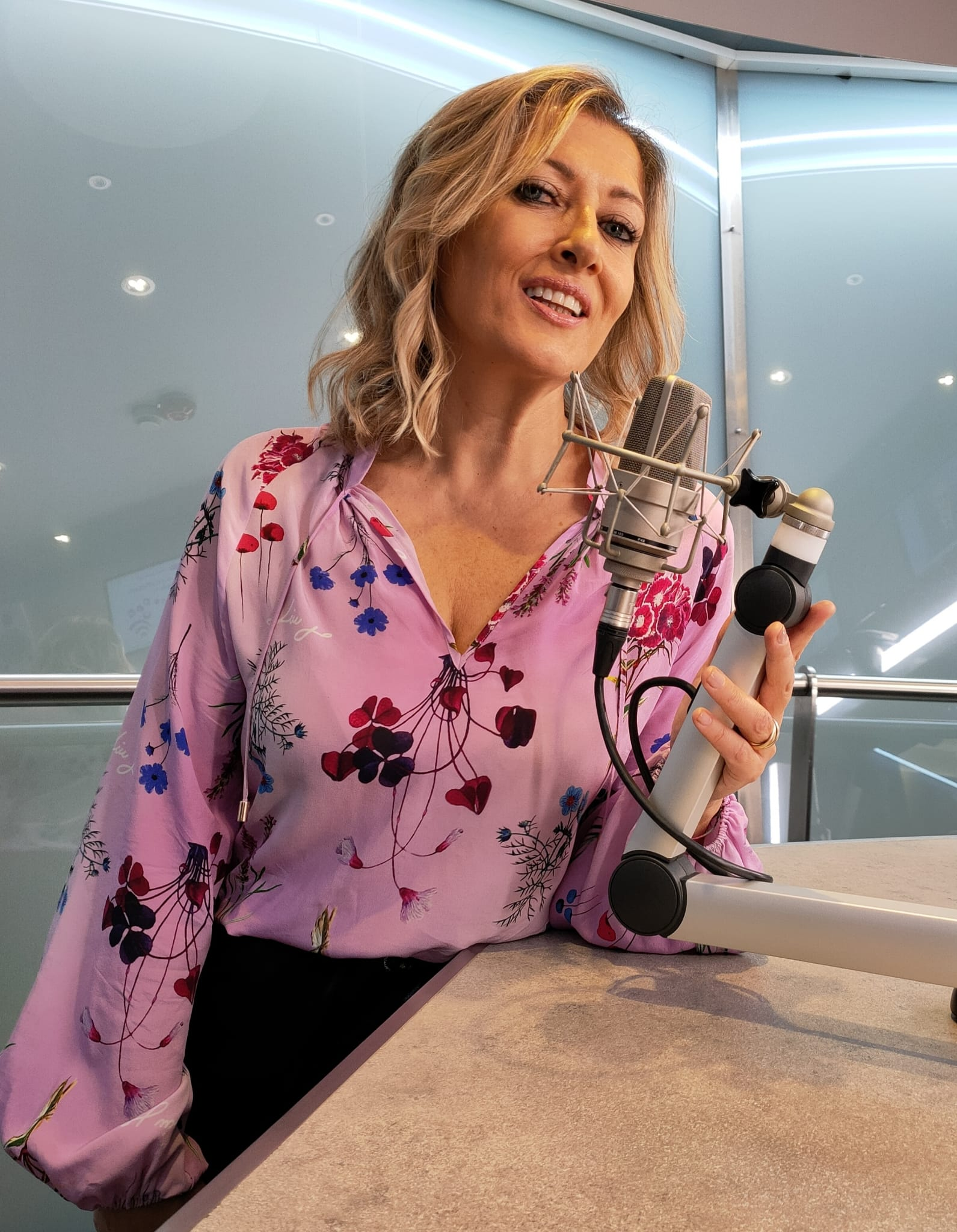
Rosaria Renna, Speaker Radiofonica

Come conduttrice radiofonica, ha curato rubriche di cinema e di editoria a Radio Dimensione Suono e Radio Monte Carlo. Ha esperienze di dj e speaker, è ospite nei programmi televisivi della Rai, di Canale 5 e di altre tv, animatrice nelle discoteche e presenta alcuni eventi musicali e culturali.

## Biografia
La sua formazione incomincia ad appena dodici anni con l'esordio presso Tele Radio Antenna Monopoli, proseguendo nella stessa città con Radio Argento e Radio Elle. A 17 anni partecipa alle selezioni pugliesi di Miss Italia ma non arriva in finale. A 18 anni entra, nella vicina Conversano, a Telenorba, per la quale lavora come giornalista e presentatrice, quindi passa a Radionorba come dj, e frequenta corsi di recitazione e doppiaggio; cura la dizione alla scuola Ribalte di Enzo Garinei.
Il 1992 è l'anno della svolta nella sua carriera: convocata a Roma dal direttore artistico di RDS (Radio Dimensione Suono) per sostituire Anna Pettinelli per un breve periodo di maternità, riscuote grande successo e diventa una speaker affermata a livello nazionale. Nel 1995 partecipa come presentatrice a T.R.I.B.U. e presenta il Clio RDS Live, in diretta su Italia 1.
Dopo aver condotto per molti anni (e con straordinario successo) tra le 17 e le 20 e tra 16 e le 19, (con una parentesi estiva nella tarda mattinata, e nel 2000 tra le 6 e le 9), nel marzo del 2013 inizia a lavorare in coppia con Claudio Guerrini, dal lunedì al sabato dalle 15 alle 18. 
I due diventano in breve tempo una delle coppie più amate della radio italiana. Da settembre 2016 il loro spazio radiofonico si allunga: sono in onda infatti dal lunedì al sabato sempre a partire dalle 15 ma fino alle 19. A fine 2016 dà le dimissioni da RDS e viene sostituita da Roberta Lanfranchi. Senza dare spiegazioni agli ascoltatori l’emittente la posiziona improvvisamente e per il periodo restante alla conclusione del rapporto di lavoro ai confini del palinsesto (seconda serata del weekend). 
A fine gennaio 2017, dopo 25 anni, termina la sua collaborazione con RDS.
Dal 13 marzo 2017 inizia la sua collaborazione con Radio Monte Carlo, conducendo dal lunedì al venerdì dalle 10 alle 13 il programma "Due come noi" in coppia con Max Venegoni.
Dal gennaio 2023, sempre su Radio Monte Carlo, conduce "Due Come Noi" con un altro reduce di RDS, Filippo Firli. 
Dal febbraio 2016 conduce sul canale Alice TV, alle 20.30, in coppia con lo chef Gregori Nalon, il programma di cucina "Piatti e misfatti".

## Programmi in televisione
- stagione '96/'97 presenta una rubrica all'interno del varietà Buona Domenica su Canale 5
- stagione 1996 a SUPERSIX conduce VIDEOONE con Rosalinda Celentano e Roberto Onofri
- Speciale Vota la Voce con Red Ronnie su Canale 5
- Rapido con Petra Loreggian su Italia 1
- Sanremo Rock con Pierluigi Diaco su Rai Uno
- Capodanno 2000 con Michele Mirabella e Vanessa Incontrada su Rai Uno;
- Premio Rino Gaetano su Rai 2
- Top Parade con Mauro Marino su TMC in collaborazione con RDS
- Festival di San Marino con Alessandro Greco e Raul Cremona su TMC
- 30 Ore per la vita con Lorella Cuccarini su Canale 5
- La grande occasione con Giancarlo Magalli su Rai 3
- Centocittà con Antonella Elia su TMC
- Buona Domenica con Maurizio Costanzo, Fiorello, Claudio Lippi, Paola Barale su Canale 5
- Disco per l'estate con Paolo Bonolis e Gerry Scotti su Canale 5
- Vota la voce con Red Ronnie su Canale 5
- Telegatti 2000 con Raffaella Carrà e Paolo Bonolis su Canale 5
- Operazione Trionfo con Miguel Bosè su Italia 1
- Da febbraio 2016 conduttrice insieme allo chef Gregori Nalon del programma culinario "Piatti e misfatti", su Alice tv.

## Riconoscimenti
- 1994, vince il "Gran Premio della Radio" come migliore speaker.
- 1997, viene eletta dai lettori di "TV Sorrisi e Canzoni" la voce più sexy della radio e premiata con il Telegatto.
- 2008, viene ufficialmente 'nominata', con una targa di riconoscimento, dalle bloggers di Rds, "Gioia dei pomeriggi"
- 2013, vince il "Microfono d'Oro" alla carriera. [collegamento interrotto]